# Historien om en snor
Historien om en snor er en dansk børnefilm fra 2013, der er instrueret af Karsten Kiilerich efter manuskript af Luca Fattore. Filmen er baseret på Ole Lund Kirkegaards historie af samme navn.

## Handling
Filmen handler om livets gang for noget så simpelt som en snor. Snoren hedder P og har en knude i hver ende. Snoren øver sig i at komme til at ligne noget.